# Punta Sudoeste
La punta Sudoeste 54°31′S 37°09′O / -54.517, -37.150 es una punta que cierra por el sur a la bahía Rustad de la isla Annenkov,  en el archipiélago de las Georgias del Sur. Asimismo se ubica al sudoeste de la isla San Pedro.
Este accidente geográfico es uno de los puntos que determinan las líneas de base de la República Argentina, a partir de las cuales se miden los espacios marítimos que rodean al archipiélago.